# 거북이 달린다
《거북이 달린다》는 대한민국의 이연우 감독이 제작한 영화이다. 제목은 이솝 우화 토끼와 거북이에서 가져왔다. 실제 사건명은 신창원의 탈옥 사건이다

## 줄거리
범죄율 0%를 자랑하는 시골마을 예산. 치안 자체가 없다보니 필성을 비롯한 형사들은 본업은 뒷전이고 소싸움에만 열을 올리고 있었다. 그러던 어느날, 고급진 베팅 정보를 입수한 필성은 아내의 비상금을 몰래 걸었고 운좋게 큰 돈을 따게된다. 평소, 5살 많은 아내에게 언제나 휘둘리기만 하다 처음으로 큰소리를 칠수있다는 생각에 신이 나지만 이게 웬걸, 검은모자를 푹 눌러쓴 남자가 필성과 친구들이 있던 컨테이너 아지트에 나타나서는 돈을 훔쳐가 버렸다. 잠시후 사태를 알게 된 필성은 곧바로 남자를 쫓아갔지만 모양빠지게 두들겨맞기만 했다. 그런데 남자가 피우는 담뱃불 너머로 그의 얼굴을 자세히 보니 그는 몇년전, 전국을 떠들석하게 만든 희대의 탈주범 송기태였다.
다음날, 필성은 동료들에게 송기태가 나타났다고 알리지만 그의 말을 믿어주는 이는 아무도 없었다. 더군다나 돈이 없어졌다는걸 알게 된 아내한테 등짝스메쉬를 맞고 속옷차림으로 쫓겨나는 처지가 된다. 경찰씩이나 되어서 일방적으로 맞기만 했다는 사실에 자존심에 스크래치가 난 필성은 반드시 기태를 잡고 빼앗긴 돈도 되찾기 위해 친구들과 함께 잠복수사에 들어간다. 하지만 지능적인 기태는 이런 필성을 비웃기라도 하듯 그의 감시망을 잘도 피해 도망다닌다. 이에 단단히 분노한 필성은 평소 잘 알고 지내던 특공무술 관장을 찾아가 호신술을 가르쳐달라고 부탁한다.

## 캐스팅
- 김윤석 : 조필성 형사 역
- 정경호 : 송기태 역
- 견미리 : 조필성 아내 역
- 선우선 : 경주 역
- 김지나 : 옥순 역
- 신정근 : 용배 역
- 최권 : 표재석 역
- 차은재 : 주랑 역
- 주진모 : 양 반장 역
- 이무생 : 이 형사 역
- 유하복 : 김 형사 역
- 임형택 : 박 형사 역
- 김희원 : 특공무술관장 역
- 조덕제 : 수사대원 1 역
- 강득종 : 수사대원 2 역
- 박선준 : 수사대원 3 역
- 민경진 : 최 서장 역
- 이준하 : 둘째딸 역
- 이석구 : 표 사장 역
- 강문희 : 곰다방 마담 역
- 라미란 : 맛사지녀 1 역
- 류성현 : 용배 패거리 2 역
- 서동수 : 뚱뚱남 역
- 이원 : 원국 역
- 염동헌 : 복권 가판대 주인 역
- 최홍일 : 총포상 주인 역

## 참고 사항
- 원래 2005년 개봉될 예정이었으며 당시 제목은 〈화이팅 조형사〉였고 이문식이 조필성, 고수가 송기태 역으로 낙점되었으나 이문식이 영화 《공필두》를 선택하는 바람에 무기한 연기되었다.[2]
- 조필성 아내 역의 견미리는 1989년 《울고 싶어라》 이후 스크린 복귀를 했으며[3] 이 때문에 KBS 1TV 《다 함께 차차차》의 캐스팅 제의를 거절했다.[4]